# Paracaídas (pirotecnia)
Es un artículo pirotécnico que consiste en un tubo de cartón parecido a un mortero que lanza una bola con luces a una altura no muy alta y que cae posteriormente en paracaídas.
- Datos: Q6060457